# Svetovno prvenstvo športnih dirkalnikov sezona 1972
Svetovno prvenstvo športnih dirkalnikov sezona 1972 je bila dvajseta sezona Svetovnega prvenstva športnih dirkalnikov, ki je potekalo med 9. januarjem in 22. julijem 1972. Naslov konstruktorskega prvaka sta osvojila Ferrari (S) in Porsche (GT).

## Spored dirk
| Št | Ime                    | Dirkališče                     | Datum               |
| -- | ---------------------- | ------------------------------ | ------------------- |
| 1  | 1000 km Buenos Airesa† | Autódromo Oscar Alfredo Gálvez | 10. januar          |
| 2  | 6 ur Daytone           | Daytona International Speedway | 6. februar          |
| 3  | 12 ur Sebringa         | Sebring International Raceway  | 25. marec           |
| 4  | 1000 km BOAC-a†        | Brands Hatch                   | 16. april           |
| 5  | 1000 km Monze          | Autodromo Nazionale Monza      | 25. april           |
| 6  | 1000 km Spaja          | Circuit de Spa-Francorchamps   | 7. maj              |
| 7  | Targa Florio           | Palermo                        | 21. maj             |
| 8  | 1000 km Nürburgringa   | Nürburgring                    | 28. maj             |
| 9  | 24 ur Le Mansa         | Circuit de la Sarthe           | 10. junij 11. junij |
| 10 | 1000 km Zeltwega       | Österreichring                 | 25. junij           |
| 11 | 6 ur Watkins Glena     | Watkins Glen International     | 22. julij           |

- † - Le za športne dirkalnike.

## Rezultati

### Po dirkah
| Št | Dirkališče        | Zmag. moštvo šp. dir.         | Zmag. moštvo GT                        | Poročilo |
| Št | Dirkališče        | Zmag. dirkača šp. dir.        | Zmag. dirkača GT                       | Poročilo |
| -- | ----------------- | ----------------------------- | -------------------------------------- | -------- |
| 1  | Buenos Aires      | #30 SpA Ferrari SEFAC         | -                                      | Poročilo |
| 1  | Buenos Aires      | Ronnie Peterson Tim Schenken  |                                        | Poročilo |
| 2  | Daytona           | #2 SpA Ferrari SEFAC          | #59 Brumos Porsche                     | Poročilo |
| 2  | Daytona           | Mario Andretti Jacky Ickx     | Hurley Haywood Peter Gregg             | Poročilo |
| 3  | Sebring           | #2 SpA Ferrari SEFAC          | #57 Dana English                       | Poročilo |
| 3  | Sebring           | Mario Andretti Jacky Ickx     | Dave Heinz Robert R. Johnson           | Poročilo |
| 4  | Brands Hatch      | #11 SpA Ferrari SEFAC         | -                                      | Poročilo |
| 4  | Brands Hatch      | Mario Andretti Jacky Ickx     |                                        | Poročilo |
| 5  | Monza             | #1 SpA Ferrari SEFAC          | #44 Ugo Locatelli                      | Poročilo |
| 5  | Monza             | Clay Regazzoni Jacky Ickx     | Ugo Locatelli "Pal Joe"                | Poročilo |
| 6  | Spa-Francorchamps | #3 SpA Ferrari SEFAC          | #42 Claude Dubois                      | Poročilo |
| 6  | Spa-Francorchamps | Brian Redman Arturo Merzario  | Jean-Marie Jacquemin Yves Deprez       | Poročilo |
| 7  | Palermo           | #3 SpA Ferrari SEFAC          | #38 Ennio Bonomelli                    | Poročilo |
| 7  | Palermo           | Arturo Merzario Sandro Munari | Pino Pica Gabriele Gottifredi          | Poročilo |
| 8  | Nürburgring       | #3 SpA Ferrari SEFAC          | #55 Kremer Porsche Racing              | Poročilo |
| 8  | Nürburgring       | Ronnie Peterson Tim Schenken  | Erwin Kremer John Fitzpatrick          | Poročilo |
| 9  | La Sarthe         | #15 Equipe Matra-Simca Shell  | #18 Charles Pozzi                      | Poročilo |
| 9  | La Sarthe         | Henri Pescarolo Graham Hill   | Claude Ballot-Léna Jean-Claude Andruet | Poročilo |
| 10 | Österreichring    | #1 SpA Ferrari SEFAC          | #33 Sachs Racing                       | Poročilo |
| 10 | Österreichring    | Brian Redman Jacky Ickx       | Alex Janda Hans Schulze-Schwering      | Poročilo |
| 11 | Watkins Glen      | #85 SpA Ferrari SEFAC         | #22 North American Racing Team         | Poročilo |
| 11 | Watkins Glen      | Mario Andretti Jacky Ickx     | Jean-Pierre Jarier Peter Gregg         | Poročilo |

### Konstruktorsko prvenstvo
Točkovanje po sistemu 20-15-12-10-8-6-4-3-2-1, točke dobi le najbolje uvrščeni dirkalnik posameznega konstruktorja. Stelo je osem najboljših rezultatov.

#### Skupno prvenstvo
| Poz | Konstruktor | 1. | 2. | 3. | 4. | 5. | 6. | 7. | 8. | 9. | 10. | 11. | Skupaj |
| --- | ----------- | -- | -- | -- | -- | -- | -- | -- | -- | -- | --- | --- | ------ |
| 1   | Ferrari     | 20 | 20 | 20 | 20 | 20 | 20 | 20 | 20 | 8  | 20  | 20  | 160    |
| 2   | Alfa Romeo  | 12 | 12 | 12 | 12 |    |    | 15 | 12 | 10 |     |     | 85     |
| 3   | Porsche     | 6  | 4  | 8  | 2  | 15 | 3  | 8  | 2  | 12 | 1   | 10  | 71     |
| 4   | Lola        | 4  | 6  | 6  | 4  |    | 8  | 10 | 6  |    | 4   |     | 48     |
| 5   | Chevron     | 8  |    |    | 3  |    | 12 |    | 8  |    | 8   | 2   | 41     |
| 6   | Mirage      |    |    |    |    |    | 10 |    | 10 |    |     | 12  | 32     |
| 7   | Matra       |    |    |    |    |    |    |    |    | 20 |     |     | 20     |
| 8   | Chevrolet   |    | 3  | 10 |    |    |    |    |    |    |     | 1   | 14     |
| 9   | De Tomaso   |    |    |    |    | 8  | 4  |    |    |    |     |     | 12     |
| 10  | Tondelli    |    |    |    |    | 6  |    |    |    |    |     |     | 6      |
| 11  | Abarth      |    |    |    |    |    |    | 4  |    |    |     |     | 4      |

#### Prvenstvo GT
| Poz | Konstruktor | 2. | 3. | 5. | 6. | 7. | 8. | 9. | 10. | 11. | Skupaj |
| --- | ----------- | -- | -- | -- | -- | -- | -- | -- | --- | --- | ------ |
| 1   | Porsche     | 20 | 15 |    | 15 | 20 | 20 | 6  | 15  | 15  | 120    |
| 2   | Ferrari     | 6  | 12 |    | 6  |    |    | 20 |     | 20  | 64     |
| 3   | De Tomaso   |    |    | 20 | 20 |    |    | 3  | 20  |     | 63     |
| 4   | Chevrolet   | 15 | 20 |    |    |    |    | 4  |     | 10  | 49     |
| 5   | Alfa Romeo  |    |    |    |    | 8  |    |    |     |     | 8      |
| 6   | Opel        |    |    |    |    |    | 6  |    |     |     | 6      |